# Floria Gueï
Floria Gueï (ur. 2 maja 1990 w Nantes) – francuska lekkoatletka specjalizująca się w biegach sprinterskich.
Na arenie międzynarodowej zadebiutowała w 2008 na mistrzostwach świata juniorów odpadając w eliminacjach biegu na 400 metrów oraz wraz z koleżankami była czwarta w sztafecie 4 x 400 metrów. Pobiegła w eliminacjach sztafety 4 x 400 metrów podczas czempionatu Starego Kontynentu w 2010. Wraz z koleżankami z reprezentacji zdobyła brązowy medal w biegu rozstawnym 4 x 400 metrów na halowych mistrzostwach Europy w Paryżu (2011). W 2012 reprezentowała Francję na igrzyskach olimpijskich w Londynie, na których zajęła 6. miejsce w sztafecie 4 × 400 metrów. Złota medalistka mistrzostw Europy w biegu rozstawnym 4 × 400 metrów (2014). W 2015 zdobyła złoto  sztafecie podczas halowego czempionatu Europy. Podwójna srebrna medalistka mistrzostw Europy w Amsterdamie (2016) oraz halowa mistrzyni Europy z Belgradu (2017).
Złota medalistka mistrzostw Francji oraz reprezentantka kraju w zawodach drużynowych mistrzostw Europy.

## Osiągnięcia
| Rok  | Impreza                                 | Miejsce        | Konkurencja        | Lokata     | Wynik           |
| ---- | --------------------------------------- | -------------- | ------------------ | ---------- | --------------- |
| 2008 | Mistrzostwa świata juniorów             | Bydgoszcz      | bieg na 400 m      | eliminacje | 55,74           |
| 2008 | Mistrzostwa świata juniorów             | Bydgoszcz      | sztafeta 4 x 400 m | 4. miejsce | 3:35,83         |
| 2010 | Superliga drużynowych mistrzostw Europy | Bergen         | sztafeta 4 x 400 m | 5. miejsce | 3:29,25         |
| 2011 | Halowe mistrzostwa Europy               | Paryż          | sztafeta 4 x 400 m | 3. miejsce | 3:32,16         |
| 2012 | Igrzyska olimpijskie                    | Londyn         | sztafeta 4 x 400 m | 6. miejsce | 3:25,92         |
| 2013 | Mistrzostwa świata                      | Moskwa         | bieg na 400 m      | półfinał   | 51,42           |
| 2013 | Mistrzostwa świata                      | Moskwa         | sztafeta 4 x 400 m | 4. miejsce | 3:24,21         |
| 2013 | Igrzyska frankofońskie                  | Nicea          | bieg na 400 m      | 1. miejsce | 52,31           |
| 2013 | Igrzyska frankofońskie                  | Nicea          | sztafeta 4 x 400 m | 3. miejsce | 3:35,20         |
| 2014 | IAAF World Relays                       | Nassau         | sztafeta 4 × 400 m | 4. miejsce | 3:25,84         |
| 2014 | Mistrzostwa Europy                      | Zurych         | bieg na 400 m      | półfinał   | 52,82           |
| 2014 | Mistrzostwa Europy                      | Zurych         | sztafeta 4 × 400 m | 1. miejsce | 3:24,27         |
| 2015 | Halowe mistrzostwa Europy               | Praga          | bieg na 400 m      | półfinał   | 53,00           |
| 2015 | Halowe mistrzostwa Europy               | Praga          | sztafeta 4 × 400 m | 1. miejsce | 3:31,61         |
| 2015 | IAAF World Relays                       | Nassau         | sztafeta 4 × 400 m | 4. miejsce | 3:26,68         |
| 2015 | Superliga drużynowych mistrzostw Europy | Czeboksary     | bieg na 400 m      | 1. miejsce | 51,55           |
| 2015 | Superliga drużynowych mistrzostw Europy | Czeboksary     | sztafeta 4 × 400 m | 2. miejsce | 3:28,84         |
| 2015 | Mistrzostwa świata                      | Pekin          | bieg na 400 m      | półfinał   | 51,30           |
| 2015 | Mistrzostwa świata                      | Pekin          | sztafeta 4 × 400 m | 7. miejsce | 3:26,45         |
| 2016 | Mistrzostwa Europy                      | Amsterdam      | bieg na 400 m      | 2. miejsce | 51,21           |
| 2016 | Mistrzostwa Europy                      | Amsterdam      | sztafeta 4 × 400 m | 2. miejsce | 3:25,96         |
| 2016 | Igrzyska olimpijskie                    | Rio de Janeiro | bieg na 400 m      | półfinał   | 51,08           |
| 2016 | Igrzyska olimpijskie                    | Rio de Janeiro | sztafeta 4 × 400 m | eliminacje | 3:26,18         |
| 2017 | Halowe mistrzostwa Europy               | Belgrad        | bieg na 400 m      | 1. miejsce | 51,90           |
| 2017 | Halowe mistrzostwa Europy               | Belgrad        | sztafeta 4 × 400 m | 5. miejsce | 3:33,61         |
| 2017 | IAAF World Relays                       | Nassau         | sztafeta 4 × 400 m | 8. miejsce | 3:35,03         |
| 2018 | Mistrzostwa Europy                      | Berlin         | bieg na 400 m      | 7. miejsce | 51,57           |
| 2018 | Mistrzostwa Europy                      | Berlin         | sztafeta 4 × 400 m | 2. miejsce | 3:27,17         |
| 2021 | World Athletics Relays                  | Chorzów        | sztafeta 4 x 400 m | 8. miejsce | 3:40,58 (elim.) |
| 2021 | Igrzyska olimpijskie                    | Tokio          | sztafeta 4 × 400 m | eliminacje | 3:25,07         |

## Rekordy życiowe
- Bieg na 400 metrów (stadion) – 50,84 (2016)
- Bieg na 400 metrów (hala) – 51,90 (2017)